# Màrius Casany i Molas
Màrius Casany i Molas (Sant Hipòlit de Voltregà, 3 de juliol de 1930 - Vic, 28 de juny de 2018) fou un empresari català, primer president de l'Associació Sant Tomàs d'Osona.

## Biografia
La vida de Màrius Casany va quedar marcada a finals de la dècada dels anys 50 pel naixement del seu primer fill, Josep Maria, amb discapcitat intel·lectual i del desenvolupament. En aquells moments no hi havia serveis per aquestes persones, no podien anar a l'escola i, per canviar la situació, va impulsar la creació de l'Associació Sant Tomàs, fundada el 1966, de la qual va ser el principal precursor. Assessorat pel metge i pedagog Lluís Folch Camarasa va buscar famílies de Vic i la comarca d'Osona per tal de fundar aquesta associació, amb l'objectiu de crear una escola d'educació especial. Va ser el primer president de l'entitat, càrrec que en diferents períodes va ocupar durant 14 anys.
Professionalment, va ser un dels dos fundadors de la indústria PROMIC, Arxivat 2015-02-23 a Wayback Machine., una empresa dedicada al reciclatge de productes per a l'alimentació animal, situada a les Masies de Voltregà. Des de 2010 s'anomena Promic Group i compta amb factories a Portugal i França. Aquesta indústria va ser pionera l'any 1958 en el reciclatge, utilitza com a matèria primera els residus vegetals dels humans per transformar-los en aliments per a animals, i té un reconeixement dins del sector. L'empresa d'uns 100 treballadors, va continuar dirigida per familiars dels dos fundadors. El seu consell d'administració va ser presidit per Màrius Casany durant molts anys. Segons paraules del mateix Màrius Casany, l'èxit empresarial que ha tingut no és res comparat amb la tasca que va fer a Sant Tomàs, que l'ha "omplert tota la vida".
Va morir en accident de cotxe el 28 de juny de 2018, a l'edat de 87 anys, sortia de l'empresa Promic i a la tarda havia d'anar a buscar al Centre Ocupacional de Riudeperes, com cada dia, el seu fill Josep Maria.